# M108 (天体)
座標:  11h 11m 31s, +55° 40′ 27″
M108 (NGC 3556) は、おおぐま座にある渦巻銀河である。

## 概要
シャルル・メシエはM98としてメシエカタログの草稿に加えていたが、位置の計算が出版に間に合わず掲載されなかった。1953年に、オーウェン・ギンガリッチによりM109とともにカタログに加えられた。
不規則銀河のようにも見えるが、普通の渦状銀河を横から見ているだけである。1969年1月23日に、13.9等のII型超新星SN 1969Bが発見された。
メシエ天体の銀河の中では最も暗い対象であるが、10等という視等級ほど見づらいわけではない。口径10cmの望遠鏡で淡く細長い姿を観察できるが、口径20cmでも銀河の構造を確認するのは難しい。口径30cmになると構造が見え始める。3つの部分に分かれていることなどが見えてくる。口径50cmでは天体写真で見るようなぶつぶつとした光点が見え始める。低倍率ではM97と同視野で見える。
ウエッブは「大きく微か。よく見え楕円形。やや曲がり中心部に星」とした。NGCカタログには「全く明るくてたいへん大きく位置角79°で広がっている。中心部が他よりも明るい。口径5cmで条件がよいとき中心部の広がりがまるくみえてくる」と記されている。マラスは「4インチ屈折によれば小口径では銀白色皿形でかなりはっきりとわかる。明るさ模様はあちこち異なっている。中心部は明るく外形は不規則。光点、暗点に取り囲まれている」とある。

## 観測史
1781年2月18日（または19日）にピエール・メシャンによって発見された。メシャンはこの二、三日前の2月16日に近隣にあるM97を発見している。メシエがカタログに載せなかったため世には知られず、1789年4月17日にウィリアム・ハーシェルによって独立発見されている。